# Дюрбан-Корбьер
Дюрба́н-Корбье́р (фр. Durban-Corbières) — коммуна во Франции, находится в регионе Лангедок — Руссильон. Департамент коммуны — Од. Административный центр кантона Дюрбан-Корбьер. Округ коммуны — Нарбонна.
Код INSEE коммуны — 11124.

## Население
Население коммуны на 2008 год составляло 684 человека.
| 1962 | 1968 | 1975 | 1982 | 1990 | 1999 | 2008 |
| ---- | ---- | ---- | ---- | ---- | ---- | ---- |
| 668  | 686  | 564  | 525  | 673  | 650  | 684  |

## Экономика
В 2007 году среди 373 человек в трудоспособном возрасте (15—64 лет) 247 были экономически активными, 126 — неактивными (показатель активности — 66,2 %, в 1999 году было 61,9 %). Из 247 активных работали 208 человек (110 мужчин и 98 женщин), безработных было 39 (17 мужчин и 22 женщины). Среди 126 неактивных 24 человека были учениками или студентами, 62 — пенсионерами, 40 были неактивными по другим причинам.

## Фотогалерея

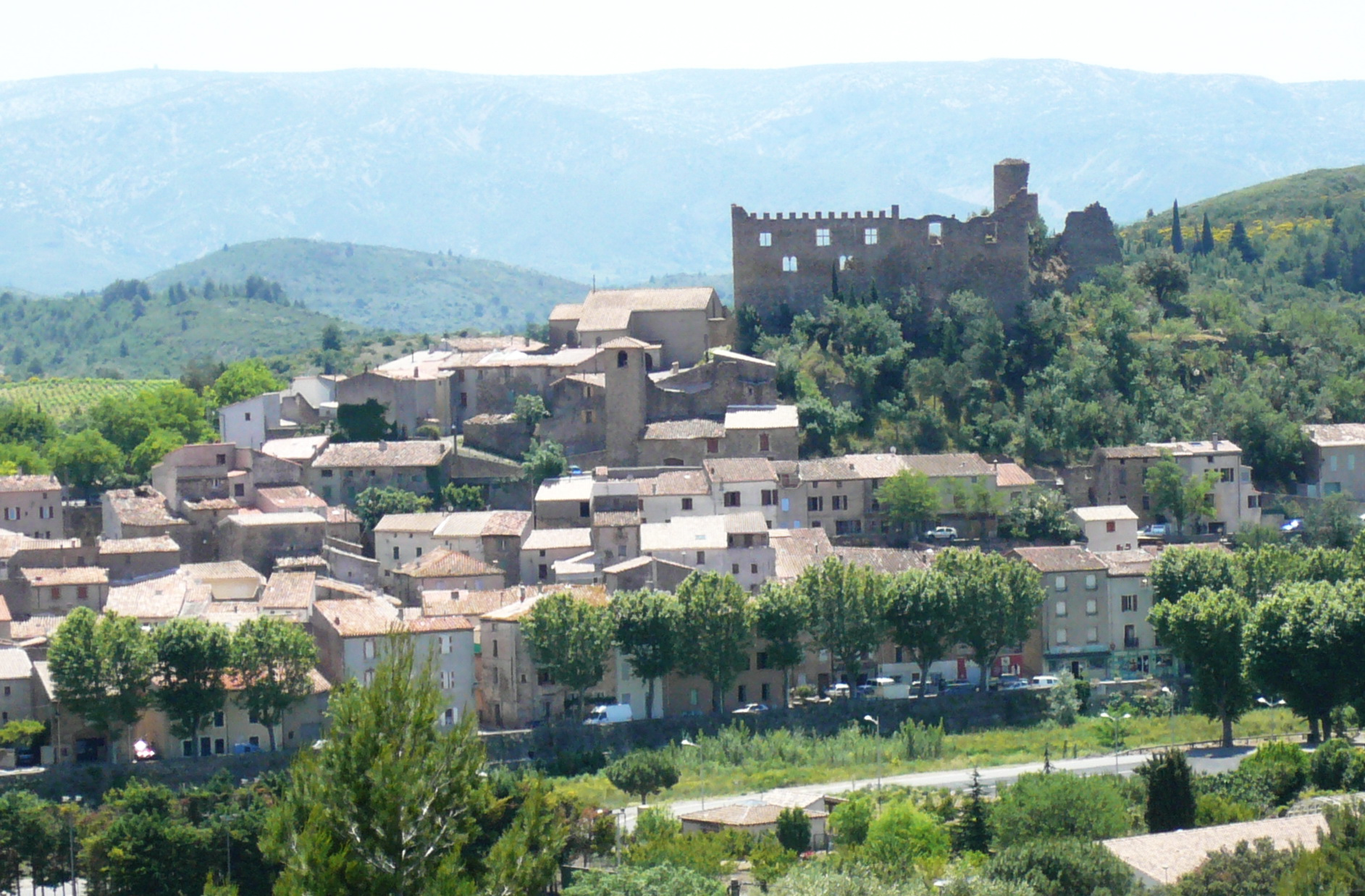
Дюрбан-Корбьер
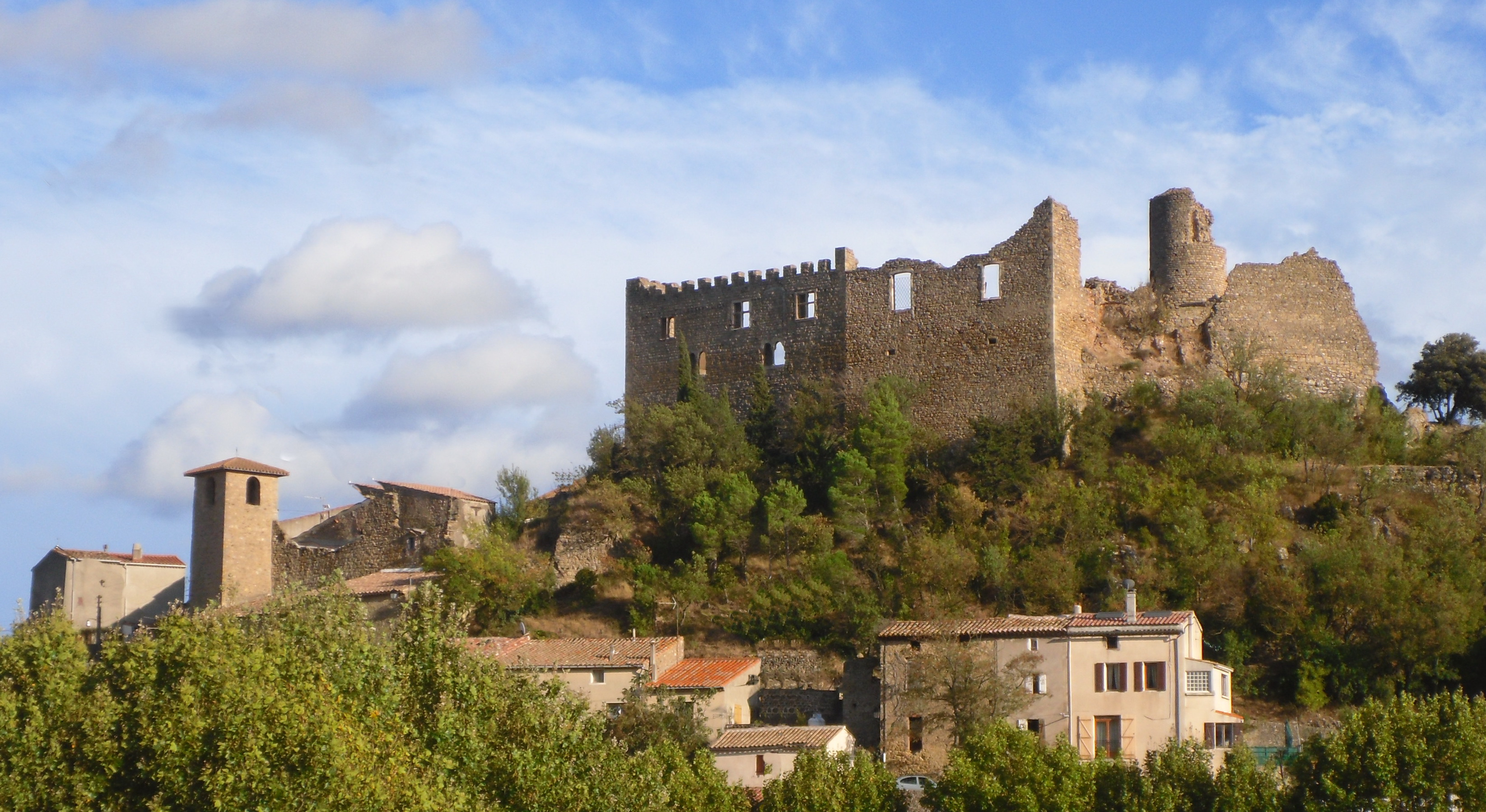
Замок Дюрбан